# 蔡嘉寶
蔡嘉寶（英語：Akina Choi，1989年8月26日—），曾用藝名Akina P.，香港女藝人、模特兒、YouTuber及直播主。

## 生平
2006年，參加《Yes!》雜誌的「校花校草選舉」，後略有名氣，擔任模特兒，曾參演電影《第一誡》，亦曾獲得「Bandai萬代小姐選舉」冠軍。
2011年，因參演無綫電視劇集《點解阿Sir係阿Sir》而獲得注意。
後轉型為YouTuber及直播主。
2022年，開電視舉辦歌唱選秀節目《就是青春》，並與直播平台Uplive合辦一個挑戰賽環節（踢館戰），蔡嘉寶成為當中的挑戰者之一，並最終獲得「Uplive x 就是青春人氣大獎」。

## 演出

### 電視節目（HOY TV）
- 2022年：《就是青春》Uplive挑戰者
- 2023-2025 年：《健康關注組》（第二至六季）主持
- 2025年：《好好生活》

### 電視劇（無綫電視）
- 2011年：《點解阿Sir係阿Sir》 飾 女學生

### 電影
- 2008年：《第一誡》 飾 林少玉（吊頸少女）

## 外部連結
- 蔡嘉寶的Facebook專頁
- YouTube上的蔡嘉寶頻道
- 蔡嘉寶的Instagram帳戶